# Румыно-хорватские отношения
Румыно-хорватские отношения — двусторонние дипломатические отношения между Румынией и Хорватией, которые были установлены 29 августа 1992 года.
Государства являются членами Европейского союза, НАТО, Всемирной торговой организации, Инициативы трёх морей, Организации экономического сотрудничества и развития, Организации по безопасности и сотрудничеству в Европе, Совета Европы и Организации Объединённых Наций.

## История
Во время Второй мировой войны Независимое государство Хорватия и Королевство Румыния, а также Словацкая республика заключили пакт против венгерской экспансии. Кроме того, во время Второй мировой войны словацкие войска, а также хорватские воздушные и морские силы совместно действовали с территории Румынии. Похожий пакт, Малая Антанта в период между двумя мировыми войнами, был подписан ранее между Румынией, Королевством Югославия (которая включала большую часть сегодняшней Хорватии) и Первой Чехословацкой республикой.
В настоящее время Румыния имеет посольство в Загребе и два консульства в Риеке и Сплите, а Хорватия имеет посольство в Бухаресте. Хорватия и Румыния заключили в общей сложности 47 договоров и актов, из которых 38 вступили в силу.
В 2019 году во время встречи министра иностранных дел Хорватии Марии Пейчинович-Бурич и её румынского коллеги Теодора Мелешкану они заявили, что отношения между государствами улучшаются и добавили, что удовлетворены обращением с меньшинствами. Они также отметили, что Хорватия и Румыния преследуют схожие цели, включая вступление в Шенгенскую зону и еврозону.

## Этнические меньшинства
В румынской исторической области Банат проживает хорватское население (карашевцы). Они составляют одно из самых малочисленных меньшинств в стране, численностью 6807 человек по переписи 2002 года. Более 5500 карашевцев проживают в коммунах Карашова и Лупац в жудеце Караш-Северин, где они составляют около 90 % населения. Эти коммуны состоят из семи деревень: Карашова, Нэрмед, Клокотич, Ябалча, Рафник, сам Лупац и Воднич, где хорватский язык используется не только в семье, но и в повседневной среде, в государственных учреждениях наряду с румынским. Фактически, румынский язык начинают преподавать детям только в детском саду. Остальные хорваты за пределами этих деревень в основном проживают в Ченее, Кече и Рекаше, которые также находятся в Банате. Известно, что хорваты из Румынии эмигрировали в Банат столетия назад, но неизвестно, когда именно это произошло.
Истрорумыны Хорватии живут в восьми деревнях в Истрии, в которых они не составляют большинства. В этих деревнях проживает около 120 истрорумын. Ещё 450 живут в городах и посёлках Хорватии и около 500 за рубежом. Истрорумынский язык не используется в средствах массовой информации, религии и других областях, что приводит к его выходу из употребления, языковая ассимиляция в их среде прогрессирует. Румыния официально берёт на себя ответственность за эту этническую группу, утверждая, что они румыны за рубежом и что они являются частью румынской культурной и языковой культуры. 8 ноября 2016 года школа в деревне Шушневица была отремонтирована, что обошлось в 451 600 кун (около 61 100 евро). Румыния вложила часть средств, предоставив 100 000 кун (около 13 550 евро). В этот день посол Румынии в Хорватии Константин Григорие и его предшественник Космин Динеску, а также региональные власти Истарски присутствовали на инаугурации. Истрорумыны могли мигрировать из Трансильвании в Истрию или произойти от морлахов Далмации, которые, в свою очередь, не были там коренными жителями. Их община находится в большей опасности, чем когда-либо, и может исчезнуть в ближайшие десятилетия.